# Loewy (cráter)
Loewy es un pequeño cráter de impacto que se encuentra en el borde oriental del Mare Humorum, en la parte suroeste de la cara visible de la Luna. Se trata de una formación inundada de lava situada al suroeste del cráter más grande, también inundado de lava, Agatharchides. Al sureste aparece una formación igualmente inundada de lava aún más grande, Hippalus.
|  |

El borde de Loewy está desgastado y erosionado, con una rotura en su lado sudoeste, donde la lava pudo haber inundado el interior desde el mar lunar circundante. La formación no es netamente circular, presentando una configuración ligeramente alargada hacia el sureste. Un cráter pequeño, Loewy A, se localiza en el sector noreste del brocal. El suelo interior es notablemente plano y nivelado, casi sin rasgos distintivos. Unido al borde exterior del lado norte se halla Agatharchides C, un cráter con forma de cuenco.

## Cráteres satélite
Por convención estos elementos son identificados en los mapas lunares poniendo la letra en el lado del punto medio del cráter que está más cercano a Loewy.
|       | \| Loewy \| Coordenadas \| Diámetro \| \| ----- \| ------------------------------ \| -------- \| \| A \| 22°18′S 32°30′O / -22.3, -32.5 \| 7 km \| \| B \| 23°12′S 32°54′O / -23.2, -32.9 \| 4 km \| \| G \| 23°00′S 31°54′O / -23.0, -31.9 \| 5 km \| \| H \| 22°48′S 31°54′O / -22.8, -31.9 \| 5 km \| |          |
| Loewy | Coordenadas | Diámetro |
| A     | 22°18′S 32°30′O / -22.3, -32.5 | 7 km     |
| B     | 23°12′S 32°54′O / -23.2, -32.9 | 4 km     |
| G     | 23°00′S 31°54′O / -23.0, -31.9 | 5 km     |
| H     | 22°48′S 31°54′O / -22.8, -31.9 | 5 km     |